# Center for Strategic and International Studies

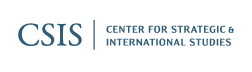
CSIS Logo

Das englisch Center for Strategic and International Studies (CSIS) ‚Zentrum für Strategische und Internationale Studien‘ ist eine nach seiner Selbstdarstellung parteipolitisch unabhängige und gemeinnützige Stiftung und Denkfabrik in Washington, D.C. mit dem Fokus auf die Außenpolitik der Vereinigten Staaten.

## Geschichte
Das CSIS wurde im Jahr 1962 als überparteiliche Institution und Teil der Georgetown University gegründet. Im Jahr 1987 wurde die Denkfabrik unabhängig. Das CSIS erstellt politische Studien und strategische Analysen zu politischen, ökonomischen sowie außen- und sicherheitspolitischen Fragen. Dazu werden global und regional aufkommende Trends bzw. Langzeiteffekte in Regionen wie dem Nahen Osten und Russland ebenso untersucht wie die Themen Terrorismus, Energie, Handel, Technologie oder innere Sicherheit.

## Organisation
Präsident und CEO des CSIS ist seit April 2000 der frühere stellvertretende US-Verteidigungsminister John Hamre.
Im Board of Trustees (Aufsichtsrat) sitzen Angehörige des Verteidigungsministeriums, Investmentbanker, Vertreter von Wirtschaftsunternehmen, ehemalige Regierungsangehörige wie Henry Kissinger, Zbigniew Brzeziński, James R. Schlesinger, William Cohen und Brent Scowcroft sowie Wissenschaftler und Vertreter von Non-Profit-Organisationen. Obwohl mehrheitlich von Republikanern dominiert, wurde das Gremium viele Jahre vom ehemaligen demokratischen Senator von Georgia und langjährigen Vorsitzenden des US-Senatsausschusses für Militärfragen, Sam Nunn, geleitet. Seit 2015 ist Thomas Pritzker der Vorsitzende.
Das CSIS hat etwa 250 Mitarbeitende (Stand Januar 2024) und einen Etat von knapp 30 Mio. $ (Fiskaljahr 2010), von dem 85 % aus Stiftungs-, Privat- und Firmenspenden gewonnen werden. Der Rest stammt aus Publikationsverkäufen und Regierungsaufträgen.

## Tätigkeit
Neben dem seit 1970 erscheinenden Freeman Report, der sich mit Globalökonomie und internationaler Sicherheit befasst, finanziert das CSIS verschiedene Lehrstühle für Ökonomie, China-Studien und andere Projekte an Universitäten der USA, und gibt die außen- und sicherheitspolitische Zeitschrift The Washington Quarterly heraus.
In der Asia Maritime Transparency Initiative (AMTI) werden Aktivitäten zur Untersuchung des Ostasiatischen Seeraumes und des Indopazifiks zusammengefasst.
Anfang 2023 hat das CSIS die Ergebnisse einer Kriegssimulation veröffentlicht, die auf Basis von 24 Szenarien zeigen, dass eine Invasion Taiwans wahrscheinlich mit einer Chinesischen Niederlage enden würde.

## „Distinguished Statesmen“
Im Jahr 2002 berief das CSIS den ehemaligen israelischen Regierungschef Ehud Barak zum Distinguished Statesman. Am 29. September 2011 wurde bekannt, dass Karl-Theodor zu Guttenberg am CSIS eine nicht näher definierte, unbezahlte Tätigkeit als Distinguished Statesman „an der Spitze eines neuen transatlantischen Dialogforums“ aufnehmen werde.

## Kontroversen

### Einfluss der Spender
Nach Recherchen der New York Times leistet das CSIS unter anderem Lobby-Arbeit für die Waffenindustrie. Genauer wurde berichtet, wie private Unternehmen die Inhalte der vorgeblich unabhängigen Berichte des CSIS bestimmen. Als beispielsweise General Atomics Lobbyarbeit für eine Änderung der Exportbestimmungen für seine Drohnen betrieb, finanzierte das Unternehmen einen Bericht des CSIS, der eine solche Änderung forderte. Als Huntington Ingalls Industries den Kongress davon überzeugen wollte, mehr Geld für seine atomkraftgetriebenen Flugzeugträger auszugeben, finanzierte das Unternehmen einen Bericht des CSIS, der dies forderte.

### Russland
Im Jahr 2024 wurde das CSIS in Russland als „unerwünschte Organisation“ eingestuft.